# インターネット依存症
インターネット依存症（インターネットいそんしょう、インターネットいぞんしょう、Internet Addiction Disorder, IAD）、問題的インターネット使用（problematic Internet use, PIU）、強迫的インターネット使用（compulsive Internet use, CIU）、 インターネット過剰使用（Internet overuse）、 問題的コンピュータ使用（problematic computer use）、 病的コンピュータ利用（pathological computer use）、iDisorderとは、日常生活が破綻するほどまでにインターネットへ過剰に依存した状態を指す。
かつては、インターネット嗜癖とも言われた。
1994年頃から、ピッツバーグ大学臨床心理学者キンバリー・ヤングにより、インターネットの利用が及ぼす影響について、「精神疾患の診断・統計マニュアル」（DSM-IV）を基に精神疾患にあたるかの調査が行われていた。これらの研究結果から名称された行動嗜癖である。
キンバリー・ヤングやインターネット依存症を精神疾患と考える研究者たちは、インターネット依存症をDSM-5に含めるように請願活動を行っていた。そうすることで、保険会社がインターネット依存症のカウンセリングのための支払いを行うようになるとされている。だが、インターネット依存症は実際の障害ではなく、これをDSM-5の精神疾患として分類するべきではないとする主張もあった。
2008年アメリカ医療情報学会(ANA)は「インターネットおよびビデオゲーム中毒」を分類に入れ正式な診断名とすることを推奨した
。
結果としては、DSM-5では正式な診断名としては採用されず、「第 III 部 4章 今後の研究のための病態」にインターネットゲーム障害（Internet Gaming Disorder）として記載されることとなった。
インターネット依存症に関する調査は対象者の選定や質問内容など、調査方法が一律ではないため単純な比較はできないが、調査で高得点を出す人々には、ソーシャルネットワークサービスやオンラインゲームといった脅迫的な過剰利用を起こしやすいコンテンツの利用者という共通して見られる特徴がある。これらのコンテンツにはプレイや更新のチェックを怠ることで面白い出来事に参加できる機会を逸することへの不安や、コンテンツ内での社会集団から取り残される不安(FOMO)を感じさせる仕組みがある。ギャンブル依存症や買い物依存症の有病者もギャンブルサイトやショッピングサイトを長時間利用するが、これらの人々にとってインターネットは媒介する道具に過ぎず、依存する対象ではない。しかし、FOMOに加えて買い物依存とギャンブル的要素を併せ持つインターネットオークションは、没入しすぎると日常生活に支障が出たり、認知の歪みを引き起こすことが研究によって明らかとなっている。
なお、国際疾病分類の第11回改訂版（ICD-11）にはエビデンス不足を理由に収載されていないことが厚生労働省から山田太郎事務所に提供された資料より確認されている。

## 診断
いくつかの診断基準が提案されている。

### グリフィス・クリティア
マーク・D・グリフィスによって開発された6つのクリティア（Griffiths criteria）は以下である。
1. 顕著性: インターネットの利用が個人の生活よりもより重要となり、思考（職業より優先や認知の歪み）、感情（渇望）、行動（社会的振る舞いの劣化）が支配されている状態。たとえばオフラインになったときでも、次にオンラインになった時のことを考えている。
2. 気分変動: インターネットを利用したことをポジティブな経験と報告し、それを自身のコーピング戦略として捉えている 。（たとえば、その経験を快感・ハイと捉えたり、離脱や麻痺といった精神安定性を感じている）
3. 耐性: 気分変動効果を味わうために要する、インターネット参加の利用レベルが徐々に増加している。それらの効果を拡大させるため、費やす時間が徐々に増加する傾向にある。
4. 離脱症状: インターネットの利用を減らしたり突然中止すると、感情的に不快になったり身体的な症状が発生する。これら離脱症状には、震え、怒りっぽさ、過敏性などがある。
5. 衝突: 過剰なインターネット利用の結果として、様々な紛争を引き起こしている。たとえば対人関係衝突、他の活動との衝突（たとえば仕事・社会生活・その他の趣味）、個人内面（精神内面的な衝突・セルフコントロールの喪失）。
6. 再発性: 以前の行動パターンは繰り返されたり再発しうる。インターネット利用を断ったりコントロールしていても、過剰使用や依存症が、本人の手ですぐに元に戻ってしまう。

## 疫学
- 中国共産主義青年団は2007年に、13 - 17歳の中国国民の17%以上が、インターネット依存であるとしている[13]。
- ハーバード大学マクレーン病院のコンピュータ依存研究主任であるMaressa Orzackは、5 - 10%のネットユーザーが何らかのインターネット依存であるとしている[14]。
- ADHDやアスペルガー症候群を患っている人物はインターネット依存症になりやすい。2019年に発表された日本の研究によると、インターネットの依存度をテストするYIAT(Young's Internet Addiction Test)において、70点以上をインターネット依存症とした時、一般人口と比較してADHDのみの場合は約4.31倍、アスペルガー症候群のみの場合は、約3.72倍、ADHDに加えてアスペルガー症候群と診断されたものでは約6.89倍もその割合が大きかった[15]。

## 治療
インターネット依存症の治療では、ネットを全く使用しない「断ネット」ではなく、自らの生活に合った適切なネット使用方法を具体的に考えていくことを通して、「節ネット」を目指していく。心理療法の中でも、特に認知行動療法が有効であるとされる。
認知行動療法では、次のような実践がなされる場合がある。
- ネット使用の良い点・悪い点を考えながら1日の生活を振り返る
- 自らがネット使用に求めていることを分析し、ネット以外でそのニーズを満たす方法を模索する
- 過剰なネット使用の原因を分析し、その原因への対処方法（「ストレス管理」も参照）を身につける
- ネット以外の楽しい活動を増やしていく

治療者はこれらの実践を支援し、生活に支障をきたさない適度なネット使用、つまり「節ネット」へとつなげていく。

## 各国の状況

### 日本
日本国内の専門診療機関
- 国立病院機構久里浜医療センター
- 成城墨岡クリニック

#### 日本政府の取り組み
早くからインターネット依存症への対応を行っていたネット先進国の米国、韓国にくらべて、インターネット依存症への問題意識が低かったため、対処や予防は遅れている。
米国、韓国、中国では社会生活にあたえる脅威と認識し、国家的な対策を講じている
日本政府の問題への取り組みは調査段階にとどまり、積極的な対策はとられていない。
加えて、施策として主導する省庁が決まっておらず、同内容の意識調査を省ごとに行うなど、省庁間での足並みの乱れも目立つ。
2003年、文部科学省はインターネット依存症について「「情報化が子どもに与える影響（ネット使用傾向を中心として）」に関する調査報告書」により、詳細に報告した。
2008年、厚生労働省は成人男女7500人を抽出調査した結果、国内で約271万人がネット依存傾向にあると推計した。
2010年、総務省は保護者および教職員向けに「インターネットトラブル事例集」を作成。「ネット依存による健康被害」による注意を喚起した。
2011年7月、国立病院機構久里浜アルコール症センター（現：国立病院機構久里浜医療センター）が国内第1号となるネット依存治療研究部門(TIAR)を設置した。
2012年3月、文部科学省国立教育政策研究所の関係者が、インターネット依存症予防を施策に反映するため、ネット依存症対策の先進国である韓国を訪問し、ソウル市の「青少年インターネット中毒予防・治療機関」を視察した。
2013年8月、厚生労働省研究班の10万人を対象とした実態調査で、ネット依存の中高生が全国で51万8千人と推計されたと、各社から報道された。
東京大学大学院の橋元良明の研究室と総務省情報通信政策研究所の共同研究による調査（2013年2月）では、ネット依存傾向が高い人の割合が、小学生2.3%、中学生7.6%、高校生9.2%、大学生6.1%、社会人6.2%という結果が出た。橋元はその他の調査結果も踏まえて、日本ではソーシャルメディアの利用時間が長い「きずな依存」が多いとしている。

#### 民間の取り組み
インターネット依存症は個人の問題として重視されてこなかったが、政府の対応とは別に、NPOを主体とする民間団体の動きが活発になっている。
2011年12月 国立病院機構久里浜アルコール症センター（当時）の協力によって「ネット依存家族会」が立ち上げられた。
2012年2月19日福岡市にて、NPO法人の主催による「日韓共同フォーラム『メディア依存からの脱出』」が開催され、「ネット依存対策」についての提言がまとめられ、文科省および厚生省に提出された。

### 中華人民共和国の取り組み
2005年3月、中華人民共和国の北京軍区総病院で、インターネット依存症のための政府管轄のクリニックが設けられた。そこで治療される患者は、大部分が14歳から24歳の裕福な家庭の若者であるが、長時間のオンラインゲームやチャットの結果、不安や抑鬱、睡眠不足で苦しんでいる。治療方法は、インターネットのコールドターキー（急激な中止）、カウンセリング、身体活動、厳格で規則的な睡眠パターンの導入などを含む。
2008年11月9日中国人民解放軍北京軍区総医院で「インターネット中毒診断基準」を作成。この基準を国家衛生部が認可したため、全国各病院で使用され中国において、インターネット依存症は精神疾患とみなされることとなった。
予防としては、同年12月、教育部は「小中高校健康教育指導要綱」を発表し、中学校でインターネット依存症に対する教育を行うという学習方針を策定し、教育課程での予防教育の徹底を指示した。
2010年2月1日中国青少年インターネット協会による発表では、約2400万人の中国青年がインターネット依存症にあたるとされる。
2012年1月中国政府のシンクタンク中国科学院による研究チームは、IRAと診断された17人と健常者16人の青年を被験者として、DTI(拡散テンソル画像)とMRIにより、被験者の脳を比較したところ、前者に脳内の主要な白質のFA（Fractional Anisotropy）経路に広範囲な減少があることを発表した
。